# Okemah Rising
Okemah Rising è il dodicesimo album in studio del gruppo musicale statunitense Dropkick Murphys, pubblicato nel 2023.

## Tracce
Testi e musiche di Woody Guthrie.
1. My Eyes Are Gonna Shine – 2:12
2. Gotta Get to Peekskill (featuring Violent Femmes) – 2:46
3. Watchin the World Go By – 3:37
4. I Know How It Feels – 2:46
5. Rippin Up the Boundary Line (featuring Jesse Ahern) – 3:27
6. Hear the Curfew Blowin – 3:04
7. Bring It Home (featuring Jaime Wyatt) – 3:22
8. When I Was a Little Boy – 2:32
9. Run Hitler Run – 2:42
10. I'm Shipping Up to Boston (Tulsa Version) – 2:24

- Traccia Bonus Edizione Vinile

1. Talking Hard Work

## Formazione
Dropkick Murphys
- Tim Brennan – chitarra, fisarmonica, voce
- Ken Casey – voce
- Jeff DaRosa – banjo, mandolino, chitarra acustica, voce
- Matt Kelly – batteria, percussioni, voce
- James Lynch – chitarra, voce

Altri musicisti
- Cole Quest – dobro, cori